# نساء على أجنحة الحلم
نساء على أجنحة الحلم (بالإنجليزية:Dreams of Trespass: Tales of a Harem Girlhood/ women on the wings of dream) هو كتاب لعالمة الاجتماع المغربية فاطمة المرنيسي صدرنسخته الأصلية بالإنجليزية سنة 1994 عن دار النشر كتب بيرسيوس في 242 صفحة وصدرت نسخته العربية عن دار النشر الفنك في سنة 1998 في 272 صفحة، وترجمته فاطمة الزهراء ازريول، وهي ناقدة أدبية وباحثة ومهتمة بقضايا النساء. الكتاب عبارة عن سيرة خيالية تحكي طفولة وشباب الكاتبة في الأسرة المغربية التقليدية خلال الأربعينيات، ويستكشف موضوعات النسوية الإسلامية والقومية العربية والاستعمار الفرنسي والصراع بين التقليدي والحديث. ويُنظر إلى الكتاب على أنه يتحدى الصور النمطية الاستشراقية عن المرأة المسلمة.

## الموضوع
يدور الكتاب حول تجارب الحريم من خلال فتاة اسمها فاطمة حيث تعاني النساء من القواعد الأبوية التي تقيد حياتهن. لكنهن يتحدين هذه القواعد باعتبارها تقاليد متجاوزة وغير إسلامية.  وتضمن الوالدة حصول فاطمة على التعليم. يُنظر إلى الكتاب على أنه يتحدى الصور النمطية الاستشراقية عن المرأة المسلمة. ركزت فاطمة المرنيسي على عناصر الغلاف، والصور الفوتوغرافية. وهي عناصر تتحدى، وتعيد كتابة وتحول وتعديل السرد والمعاني داخل النص نفسه من أجل اقتراح قراءة بديلة للسيرة الذاتية نفسها مع استهداف جماهير متعددة. كما تركز على المفاهيم الخاطئة، والقوالب النمطية في محاولة لتفجيرها بطريقة خفية. ويعتبر الكتاب نافذة على الماضي في محاولة لانتقاد واقع طغى فيه الحديث عن العادات والتقاليد التي كانت تحكم المجتمع المغربي بصورة عامة، والمعاناة النسائية.

## الفصول
يتضمن محتوى الكتاب 22 فصلا معنونا وهوامش هي كالتالي:
1. حدود الحريم؛
2. شهرزاد، الخليفة والكلمات؛
3. الحريم الفرنسي؛
4. غريمة الياسمين؛
5. شامة والخليفة؛
6. فرس طامو؛
7. الحريم اللامرئي؛
8. لذة غسل الأواني في النهر؛
9. ضحكات على ضوء القمر؛
10. قاعة الرجال؛
11. الحرب كما تبدو من وسط الدار؛
12. اسمهان؛ الأميرة الفنانة؛
13. الحريم يذهب الى السينما؛
14. رائدات الحركة النسائية المصرية يزرن السطح؛
15. مصير الأميرة بذور؛
16. السطح الممنوع؛
17. مينة، المقطوعة؛
18. السجائر الامريكية؛
19. المرأة الفاتنة؛
20. الأجنحة الخفية؛
21. البشرة الناعمة؛
22. رجل في الحمام؛

هوامش

## الأحداث
يقدم هذا الكتاب تفاصيلا سردية لطفولة المرنيسي ومراهقتها في بيت تقليدي في فاس، خلال الأربعينيات وأوائل الخمسينيات من القرن العشرين. تروي بطلة الرواية طفولتها في كل من الحريم التقليدي في فاس والحريم التقليدي المفتوح جغرافيًا التابع لجدها في الريف. ترغب والدة فاطمة في رؤية أطفالها مستقلين (طوال الرواية تبقى الأم بلا اسم). عندما ولدت فاطمة، أصرت والدتها على الاحتفال بمولدها كما حدث مع ميلاد ابن عمها سمير (الذكر)، وتقنع والد فاطمة بإرسالها إلى المدرسة. تتصادم والدة فاطمة أحيانًا مع ربة الأسرة جدة فاطمة، لأن الأخيرة تعتبر راعية للتقاليد. آراء والدة فاطمة تؤيدها العمة حبيبة، المطلقة، وابنة عمها شامة،  تعكس العمة حبيبة أن استعمار المغرب ربما كان عقابًا من الله للرجال لقمعهم النساء، وغالبًا ما تكون العمة حبيبة بمثابة مصدر إلهام لفاطمة. تقول فاطمة نفسها أن التقاليد القمعية ليست متجذرة في الإسلام. كانت قصة "مينة" تلهم فاطمة، وهي جارية سابقة اختطفها تجار العبيد وتعرضت لمحن في الأسر لكنها قاومت.  وصفت فاطمة موقف جدها من العبودية: 

"كان الجد رجلاً لطيفاً، لكنه كان يشتري العبيد. كان هذا الامر يعتبر عاديا في ذلك الوقت. بعد ذلك أصبح يدعم  إلغاء العبودية".

ياسمينة هي جدة فاطمة لأمها وتعيش في الريف مع زوجها وزوجاته ومنهن لالة طور ويايا وطام، ولكل زوجة حديقتها الخاصة لزراعة الخضروات وتربية الدجاج والطاووس.  يقضي زوج ياسمينة ليلة مع كل زوجة، مما يعني أنها تضطر إلى النوم بمفردها لعدة ليال متتالية. مثل ابنتها، ترفض ياسمينة النظام الأبوي. وترى أن القواعد التي تقيد حياة المرأة أسوأ من البوابات والجدران المادية. تتوقع ياسمينة أن حياة فاطمة ستكون أفضل من الأجيال السابقة . تتحدث شاما بطريقة فكاهية عن كيف بدأ الحريم قائلة 
"نقول أنه منذ زمن طويل، قرر الرجال أن الحاكم هو الذي يستطيع أن يمسك بأكبر عدد من النساء ويحبسهن لنفسه. لذلك فاز الإمبراطور الروماني وحكم الشرق والغرب بسبب حريمه الكبير. ثم تمكن هارون الرشيد من جمع عدد كبير من النساء في قصره فحكم، ثم قام الأوروبيون بتغيير القواعد: فأصبح الحاكم هو الذي يصنع أكبر عدد من الأسلحة، وهكذا حكم الفرنسيون العرب، رغم أن رئيسهم ليس له سوى زوجة واحدة".
 قصة شاما تسعد فاطمة، لكن الجدة المحافظة تدينها باعتبارها تسخر من العادات.  عندما كانت فاطمة فتاة شابة، أخبرها والدها أن الله قد خلق حدودًا بين الرجال والنساء قائلا:

"
"يوجد الانسجام عندما تحترم كل مجموعة حدود المجموعة الأخرى، ولا يؤدي تعدي الحدود إلا إلى الحزن والتعاسة".
مع ذلك، حلمت النساء حول فاطمة بتجاوز هذه الحدود، ومن هنا عنوان الكتاب.

## الشخصيات

### فاس
- العم علي: عم المرنيسي والأخ الأكبر لوالدها.
- الأب: والد المرنيسي، الأصغر بين الأخوين الذين يعيشون في الحريم
- للا راضية: العمة
- الأم: والدة فاطمة المرنيسي
- للا ماني: جدة المرنيسي لأبيها، وهي أم محافظة للغاية وتقليدية
- ابن العم سمير: ابن عم المرنيسي، ولد قبلها بساعات قليلة، وهو رفيق دائم طوال فترة الطفولة
- ابنة العم شمّا: ابنة عم المرنيسي، وراويّة للقصص
- العمة حبيبة: تسكن قريبا، تتمتع بحنان كبير ومهارة في السرد
- ابنة العم مليكة: ابنة عم المرنيسي الأكبر سناً
- أحمد: البواب الأجير، ومهمته التأكد من عدم خروج أي من النساء من الحريم دون إذن
- مينة: جارية من الحريم

### البادية
- ياسمينة: جدة أم المرنيسي الحنونة والمتمردة.
- للا ثور: "الزوجة الأولى" لجد المرنيسي؛ (التازي) التي تنفر نفسها من الزوجات الأخريات بغناها وكبريائها.
- طامو: محاربة وأرملة من جبال الأطلس (أمازيغية)، قُتلت عائلتها (الأب والزوج وابن صغير وابنة) أثناء قتال الاحتلال الإسباني، ثم يُؤويها جد المرنيسي التازي ويتزوجها، وفي النهاية أصبحت هي وياسمينة صديقتين.
- يايا: زوجة من السودان تعاني من الحنين إلى الوطن حتى تجد ياسمينا وطامو شجرة موز ويزرعانها لها.

## السياق التاريخي

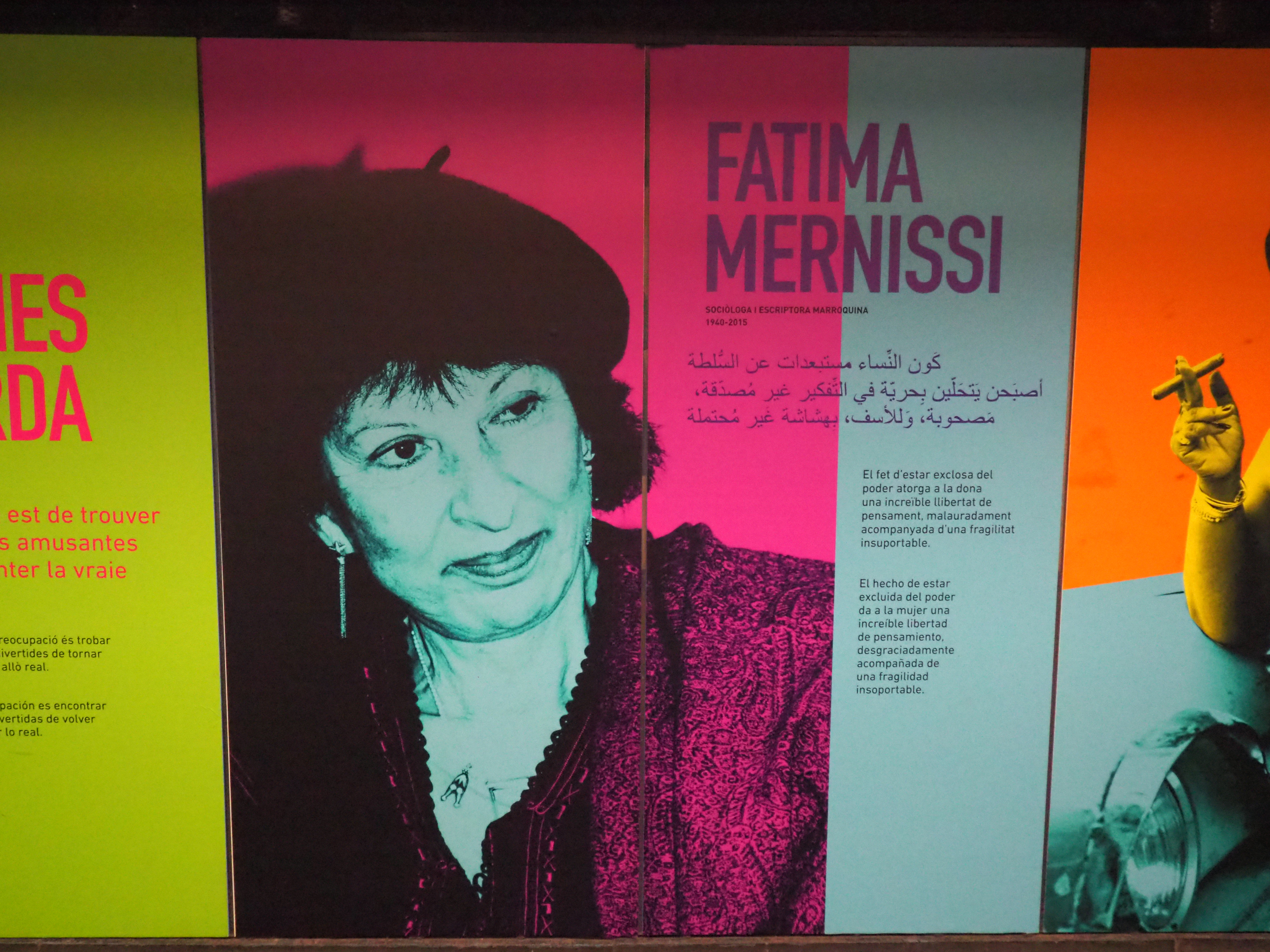
الكاتبة فاطمة المرنيسي

فاطمة المرنيسي، باحثة مغربية في علم الاجتماع. نشأت في حريم بالمغرب في الأربعينيات من القرن الماضي، ويروي الكتاب تجاربها. كانت هذه الفترة الزمنية واحدة من التغيرات الثقافية الهامة في البلاد . كان المغرب في خضم صراع وطني ضد الهيمنة الفرنسية. وكان الوطنيون قد وعدوا بحقوق متساوية للمرأة. وكما كانت تتمنى والدة فاطمة، حصلت المرنيسي على التعليم وأصبحت كاتبة رائدة في العالم العربي. ينتقد هذا الكتاب أيضًا القوى السياسية والمحلية التي تضطهد النساء [بحاجة لمصدر].

## النقد
هذا الكتاب يلغي الحدود بين الأنواع الأدبية ويحتوي على إشارات كثيرة إلى استقلال المغرب والدور الذي لعبته المرأة. صوت الراوية متعدد، وفي معظم أجزاء الكتاب فاطمة هي طفلة مشوشة تطرح أسئلة حول عالمها، لكن فيما بعد يتحول هذا الصوت إلى استجابة شعرية ناضجة لإجابات القدماء، وإلى جانب هذين الصوتين، هناك صوت ثالث يتدخل أحيانا ليعطي حواشي عن التاريخ المغربي والعادات الإسلامية.
- ترى مارتا ماميت ميشالكيويتز، من جامعة سيليزيا أن الكتاب يفكك الأساطير الاستشراقية المتعلقة بالحريم.[6]
- كتبت فيليز تورهان سوينسون أن الكتاب يعرض وجهات نظر نسوية شائعة بين النساء الأكبر سناً والتقليديات والأميات اللواتي يقاومن النظام الأبوي، وهذا يتحدى المفاهيم القائلة بأن المرأة المسلمة في النظام الأبوي تحب اضطهادها أو لا تدرك أنها تتعرض للاضطهاد.
- كتب عبد الله البوبكري أن المرنيسي تنتقد في الكتاب البناء الأبوي (مثل الحريم)، الذي تدعمه العادات والمعتقدات الاجتماعية ولكنه يتعارض مع التعاليم الإسلامية التي ساهمت في تحرير المرأة.[7]
- تشير كريستين إيكلمان إلى المفارقات التاريخية في الكتاب، مثلا لم تكن الكلمة العربية "حريم" شائعة الاستخدام في المغرب في ذلك الوقت.
- يرى إيكلمان أنه بما أن المغاربة غير المتعلمين لا يفهمون اللغة العربية الأدبية، فإن النساء الأميات في أسرة فاطمة لم يكن من الممكن أن يفهمن راديو القاهرة أو الأدب العربي في العصور الوسطى [18]

## الترجمات
كتاب نساء على أجنحة الحلم هو الأكثر ترجمة لفاطمة المرنيسي. تمت ترجمة الكتاب وإعادة نشره بأكثر من 20 لغة.